# 三度誘惑
《三度誘惑》（英語：Temptation Summary），1990年11月15日在英屬香港上映的喜劇片，因為內容含有裸露、性及暴力場面，在上映時被香港影視及娛樂事務管理處列為三級片。本片上映時獲得超過港幣1,000萬元的票房收益，是香港影史首部票房破千萬元的三級片，也開啟三級片電影類型的流行風潮，之後許多女藝人將參演此類型作品作為尋求事業突破的途徑。

## 劇情
風流的孫富翁臨死前留下遺囑和財產五千萬元給兩個兒子孫大民及孫大為，但有條件，要求長子大民必須在35歲或以下前必須結婚，才能繼承遺產，否則財產將全數歸叔叔孫萬才。而大民從未談過戀愛，是個對女性冷感的木訥大學講師。孫大為是大民的弟弟，是個喜好女色的風流男子，常周旋於異性之間。叔叔孫萬才為了爭產，破壞大民的姻緣、綁架暗戀大民的女教師，同時派出美豔女臥底，企圖進一步阻止大民結婚。此時，孫大為遇見女臥底.....。

## 製作
本片女主角邱月清是首位參演三級片的「亞洲小姐」，開創女藝人演出三級片的先例。導演是極具國際聲譽的獲獎攝影師何藩，由於他以藝術性手法拍攝主流電影，市場反應不佳、票房失利而未獲成功，因此轉戰拍攝三級片。

## 迴響
本片於1990年上映獲得超過港幣1,000萬元的票房收益，是香港影史首部票房破千萬元的三級片，成為導演何藩最成功的商業作品，也從此開啟三級片的流行風潮，使得許多女藝人為尋求演藝事業的突破，而選擇參演此類型作品。這部作品被外界認為是女主角邱月清在演藝圈的代表作，而她在片中只穿襯衫被噴水、濕身透點的一幕獲得外界討論，被視為本片經典橋段。同時，男主角李中寧以此片獲得知名度，之後亦成為三級片主要演員。

## 外部連結
- 香港影庫上《三度誘惑》的資料（繁體中文）
- 互联网电影数据库（IMDb）上《三度誘惑》的资料（英文）